# Jean-Louis Pons

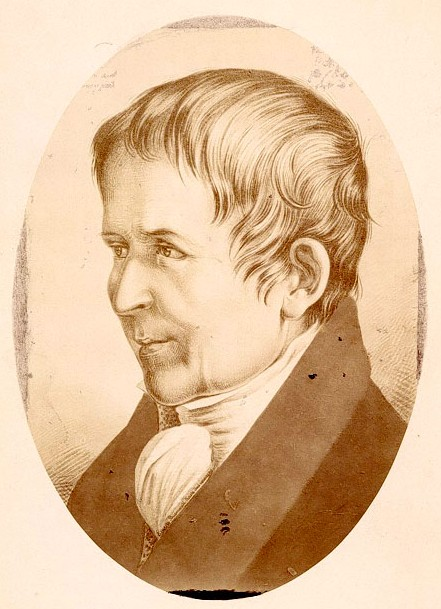
Jean-Louis Pons

Jean-Louis Pons (* 24. Dezember 1761 in Peyre (Hautes-Alpes); † 14. Oktober 1831 in Florenz) war ein französischer Astronom. Zwischen 1801 und 1827 entdeckte Pons 37 Kometen und ist damit bis heute der erfolgreichste Kometenentdecker.

## Karriere
Pons astronomische Laufbahn begann erst 1789, als er im Alter von 27 Jahren den Posten eines Hausmeisters am Observatoire de Marseille antrat. Der Direktor des Observatoriums erteilte ihm Lektionen in Astronomie. Seinen ersten Kometen entdeckte Pons am 11. Juli 1801. In der Folgezeit spezialisierte er sich, wie seine Landsleute Charles Messier und Pierre Méchain, auf die Suche von Kometen und fand bis zu zehn innerhalb eines Jahres (August 1826 bis August 1827).
Pons benutzte später selbstgebaute Teleskope, über die allerdings nur wenig bekannt ist. In seinen Aufzeichnungen finden sich Hinweise, dass sein „Großer Sucher“ ein Gesichtsfeld von 3° aufwies. Es handelt sich somit offensichtlich um ein Gerät mit großer Öffnung, relativ kurzer Brennweite und geringer Vergrößerung, das auch als „Kometensucher“ bezeichnet wird.
Obwohl Pons große Fertigkeiten beim Aufspüren von Kometen entwickelte, sind seine Aufzeichnungen dagegen oft vage, und es scheint, dass er ein geringes Interesse an der Bestimmung von Umlaufbahnen besaß.
Aufgrund seiner Erfolge erhielt Pons 1813 die Stelle eines Assistenten am Marseiller Observatorium. 1818 erhielt er den Lalande-Preis der Französischen Akademie der Wissenschaften für die Entdeckung von drei Kometen in einem Jahr. 1819 ernannte ihn Maria Luisa von Spanien zum Direktor des neu errichteten Observatoriums von Marlia nahe Lucca. Sein Titel lautete „Ihrer Majestät königlicher Astronom, Direktor der astronomischen Abteilung des Observatoriums und Professor Emeritus des königlichen Lyceums“. Pons fand unmittelbar nach seiner Ankunft in Lucca einen Kometen und das Observatorium sah zunächst einer glänzenden Zukunft entgegen. Allerdings schien das Institut seine gesamte Energie in die Errichtung des Observatoriums gesteckt zu haben. Die Leistungen waren bescheiden und nach nur vier Jahren wurde der Betrieb eingestellt. Pons hatte in Lucca insgesamt sieben Kometen entdeckt. 1825 ernannte der Großherzog Leopold II. ihn zum Direktor des Observatoriums und Museums für Physik und Naturgeschichte in Florenz. Bis zu seinem Tod entdeckte Pons dort weitere sieben Kometen.

### Unterstützung von Baron von Zach
Die Kollegen von Jean-Louis Pons gaben ihm zahlreiche lobende Spitznamen, der Kometen's Magnet, durchdringende Augen und unermüdlicher Eifer,Kometenjäger, astrognose Neologismus von Baron von Zach.
Die Beziehungen zwischen dem bedeutenden europäischen Astronom, Schriftsteller und Verleger Baron de Zach waren zunächst eine „freundschaftliche Hohn“.
Der am 13. Juni 1813 in Dresden unterzeichnete kaiserliche Erlass zur Ernennung des Concierge, zum Hilfsastronomen erregte den Sarkasmus des Barons.
Der Astronom Augustus De Morgan erzählt eine Anekdote, die ihm Baron von Zach erzählt hatte. Letzterer erhält einen Brief von Pons, der ihn über eine Zeit ohne Funde informiert, obwohl er hartnäckig danach sucht. Diese Periode, die einer fleckenfreien Sonne entspricht, antwortete der Baron, dass die Kometen mit neuen Flecken zurückkehren würden. Einige Zeit später erhielt er einen Dankesbrief, ein Komet erschien in Verbindung mit Sonnenflecken. Wissenschaftler sind sich einig, dass diese Anekdote der beiden Komplizen nur ein Scherz ist.
Pons wird dann die Bewunderung des Barons für seine Fähigkeit erlangen, die Instrumente zu warten, die unter dem Mistral und der Korrosion der Meeresbrise leiden, und seine eigenen Gläser zu bauen. Der Baron de Zach persönlich empfiehlt den stellvertretenden Direktor des Observatoriums von Marseille, das neue Marlia-Observatorium zu leiten.

## Ehrungen
Obwohl Pons fünf periodische Kometen entdeckte, tragen nur noch drei seinen Namen, nämlich 7P/Pons-Winnecke, 12P/Pons-Brooks und 273P/Pons-Gambart. Der am 26. November 1818 gefundene Komet wurde schon nach wenigen Jahren als Encke bezeichnet, benannt nach dem Astronomen Johann Franz Encke, der dessen Bahn berechnete und die bemerkenswert kurze Periodizität feststellte. Der ehemals als „Pons-Coggia-Winnecke-Forbes“ bekannte Komet heißt heute 27P/Crommelin, nach Andrew Crommelin, der dessen Bahn bestimmte.
Der Mondkrater Pons und seit 1998 der Asteroid (7645) Pons sind nach ihm benannt.